# Moulin d'Hubermont
De Moulin d'Hubermont is een watermolen in de Henegouwse plaats Elzele, gelegen aan Séménil 11.
Deze bovenslagmolen op de Ruisseau d'Hubermont fungeerde als korenmolen.

## Geschiedenis
Al in 1276 werd gewag gemaakt van een watermolen op deze plaats. Het huidige gebouw stamt echter uit de 18e eeuw en het binnenwerk is 19e-eeuws. De molen was in bedrijf tot 1953 al werd op het laatst ook elektrisch gemalen. In 1981 werd de molenvijver opgedoekt.
Het waterrad werd weggenomen en ook de watertoevoer werd onderbroken, maar de as van het rad is nog zichtbaar. Het binnenwerk is nog grotendeels aanwezig.